# Elizabeth Nesta Marks

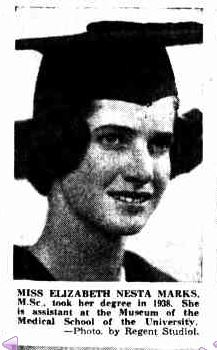
Foto von Elizabeth Nesta Marks nach ihrem Abschluss an der University of Queensland im Jahr 1940

Elizabeth Nesta (Pat) Marks AO (* 28. April 1918 in Dublin, Irland; † 25. Oktober 2002 in Brisbane, Australien) war eine irisch-australische Entomologin und Ökologin. Sie befasste sich mit der Taxonomie und Biologie australischer und neuguineischer Moskitos. Marks war eine der führenden Entomologen und Malaria-Expertinnen Australiens.

## Leben und Werk
Marks war die Tochter des Ingenieurs Edward Oswald Marks. Ihre in Australien geborenen Eltern lebten in Irland, während ihr Vater sein Medizinstudium am Trinity College Dublin abschloss und anschließend während des Ersten Weltkriegs in der britischen Armee diente. Sie wurde in der St. Patrick’s Cathedral in Dublin getauft, wo ihr Ururgroßvater Kanoniker gewesen war, und wurde von da an Patricia oder Pat genannt. 1920 kehrten ihre Eltern nach Brisbane zurück, wo ihr Vater als Augenarzt praktizierte.
Sie studierte Naturwissenschaften an der University of Queensland und schloss ihr Studium 1938 mit Auszeichnung in Zoologie ab. Da sie kein Studium der Entomologie aufnehmen konnte, studierte sie Parasitologie bei Ronald Hamlyn-Harris. Die Forschung für ihre Bachelor-Arbeit umfasste die Erstellung einer Kartei aller Parasiten australischer Beuteltiere und eine Studie über die Lebensgeschichte der Mücke. 1940 erhielt sie einen Master-Abschluss. Sie nahm dann eine Stelle als stellvertretende Kuratorin am Pathologiemuseum der University of Queensland an und demonstrierte auch an der medizinischen Fakultät für den Entomologen F. Athol Perkins.
Mit Ausbruch des Krieges kam es auch in Cairns zu Malaria- und Denguefieberausbrüchen, sodass Perkins von der australischen Armee angestellt wurde, um ausgewählte Mitglieder der Malariabekämpfungsschulen der Armee auszubilden. Marks half bei der Sammlung von Material für diese Schulungen. 1943 gründete die Universität das Mosquito Control Committee (MCC) mit Perkins als Sekretär, um die Mücken in Queensland zu studieren. Marks bewarb sich erfolgreich um die Stelle als wissenschaftliche Mitarbeiterin des MCC, wo sie bis zu dessen Aulfösung 1973 forschte.
Im Februar 1949 nahm sie 10 Monate unbezahlten Urlaub für eine Studienreise nach Europa und promovierte in Insektenphysiologie n der Universität Cambridge. Während dieser Zeit trat sie auch der Royal Entomological Society of London bei. Nach ihrer Promotion kehrte sie 1951 nach Australien und an die MCC zurück.
Sie wurde kurz darauf nach Victoria entsandt, um Bill Reeves zu helfen, der in Mildura Feldforschungen zum damaligen Ausbruch der Murray-Valley-Enzephalitis durchführte. 1952 wurde sie nach Townsville in Queensland geschickt, um dort einen Ausbruch zu untersuchen, und besuchte später einige der Inseln an der Nordküste in der Torres-Straße. Von 1951 bis 1973 leitete sie außerdem eine Reihe anderer Projekte, darunter die Untersuchung von Insekten, die von der Wildlife Survey Section der Commonwealth Scientific and Industrial Research Organisation (CSIRO) zur gezielten Einschleppung von Myxomatose bei Kaninchen verwendet wurden. Zudem war sie in Zusammenarbeit mit dem Queensland Institute of Medical Research tätig und sammelte im ländlichen Australien und auf den Torres-Strait-Inseln für umfangreiche Sammlungen. Zudem bildete sie zahlreiche Gesundheitsinspektoren von Queensland aus.
Nach der Schließung des MCC wurde Marks an das Queensland Institute of Medical Research versetzt, wo sie zur leitenden Entomologin ernannt wurde. 1983 ging sie offiziell in den Ruhestand, setzte aber am Institut ihre Arbeit fort.
Die Ergebnisse von Marks zahlreichen Studien und Exkursionen führten zur Erstellung wichtiger Veröffentlichungen, darunter der Atlas of Common Queensland  (1966) und die zwölfbändige Sammlung The Culicidae of  (1980–1989). Ihre Arbeit führte auch zur Entdeckung von mindestens 38 neuen Moskitoarten sowie neuen Arten anderer Insekten, darunter Fruchtfliegen, Wanzen, Kakerlaken und Zecken.
In wissenschaftlichen Arbeiten verwendete sie immer ihren Vornamen, ansonsten Patricia oder Pat. Dr. Marks. Sie beschrieb 38 neue Mückenarten und verfasste zahlreiche Artikel zu anderen Themen als Mücken. Sie war maßgeblich an der Erhaltung des Samford Bora Ground beteiligt und gab die Fraser-Island-Ausgabe des Queensland Naturalist heraus, in der sie alte und neue Informationen über die Insel zusammentrug. Sie stellte für eine Reihe früher Naturforscher, darunter den ersten Obersten Richter von Queensland, Sir James Cockle, Einträge für das Australian Dictionary of Biography zusammen und hielt Vorträge über Silvester Diggles sowie die Geschichte der Queensland Philosophical Society und der Royal Society von 1859 bis 1911.
Sie gehörte vielen Organisationen und Berufsverbänden an, war Präsidentin der Royal Society of Queensland, der Entomological Society of Queensland und der Australian Entomological Society sowie lebenslanges Mitglied der Mosquito Association of Australia. Marks war langjähriges und aktives Mitglied des Queensland Naturalists Club, mit dem sie half, die Bora-Ringe (indigene zeremonielle Stätten) in Samford im Südosten von Queensland zu erhalten.
Marks starb 2002 im Alter von 84 Jahren.

## Auszeichnungen und Ehrungen (Auswahl)
- 1981: Australian Natural History Medallion
- 1986: Belkin Award von der American Mosquito Association[6]
- 1990: Officer des Order of Australia (AO)[7]
- 1999: Queensland Natural History Award
- 2015: Verleihung des Pat Marks Award alle zwei Jahre von der Australian Entomological Society[8]